# Rainieria postica
Rainieria postica är en tvåvingeart som beskrevs av Charles Howard Curran 1932. Rainieria postica ingår i släktet Rainieria och familjen skridflugor. Inga underarter finns listade i Catalogue of Life.